# Louise Danse
Louise Danse (Sint-Gillis, 2 april 1867 - aldaar, 25 mei 1948) was een Belgische schilder en etser die vooral om haar gravures wordt herinnerd.

## Levensloop
Danse kwam uit een artistiek milieu. Haar vader Auguste Danse leidde haar op tot schilder en haar moeder Adèle was de zus van Constantin Meunier.
Louise Danse volgde samen met haar zus, Marie Danse, een gravuuropleiding aan de Académie des Beaux-Arts te Mons. Reeds in het eerste jaar werden ze geprezen voor hun talent: ze wonnen de eerste en tweede prijs van de opleiding. In het tweede jaar volgde Louise Danse lessen in aquarelschilderen.
De gravures van Louise Danse zijn gepubliceerd door haar echtgenoot, de uitgever Robert Sand (1876-1936). Met haar zus Marie en haar echtgenoot behoorde ze in 1906 tot de oprichters van Estampe, een collectief van grafische kunstenaars. Daarnaast waren de zussen lid van 'La Société des aquafortistes belges'

## Werk
Louise Danse tekende, schilderde of graveerde vaak op papier en karton in klein formaat. Ze maakte verschillende portretten in profiel. Een bekend voorbeeld is het portret van Mademoiselle H. Dethier, dat werd opgenomen in het overzichtswerk Women Painters of the World (1905).

Gravures van Louise Danse
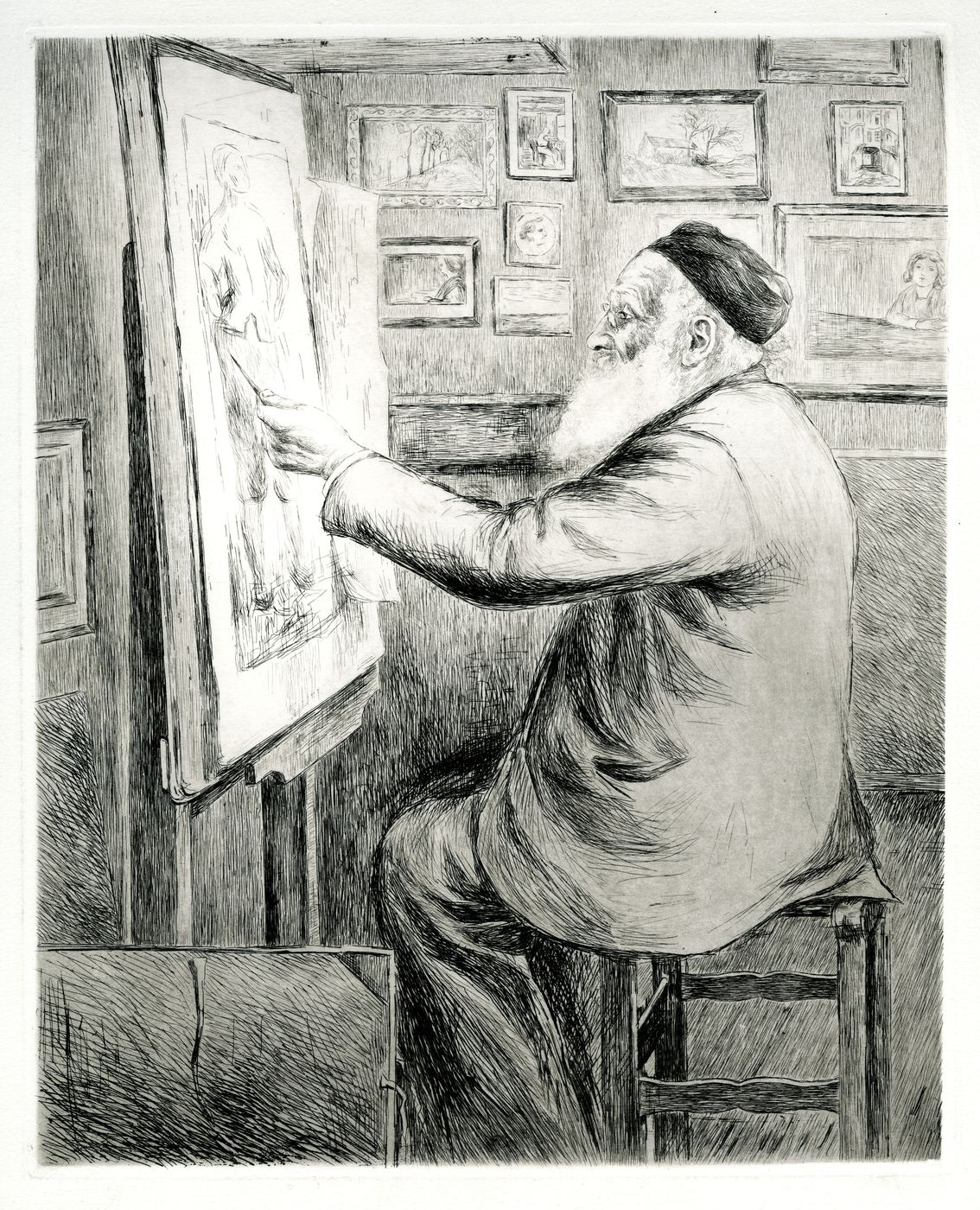
Auguste Danse aan het werk
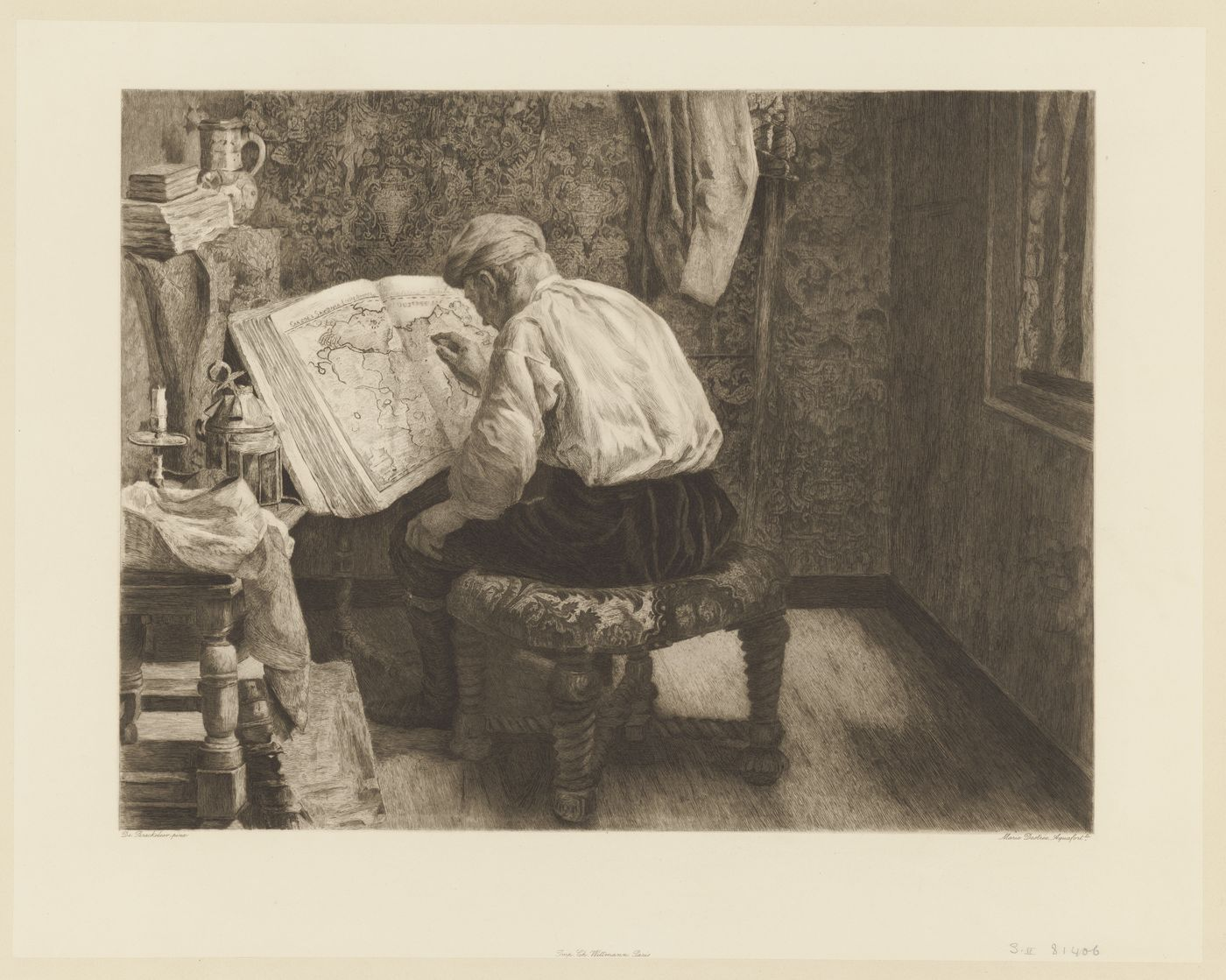
De geograaf
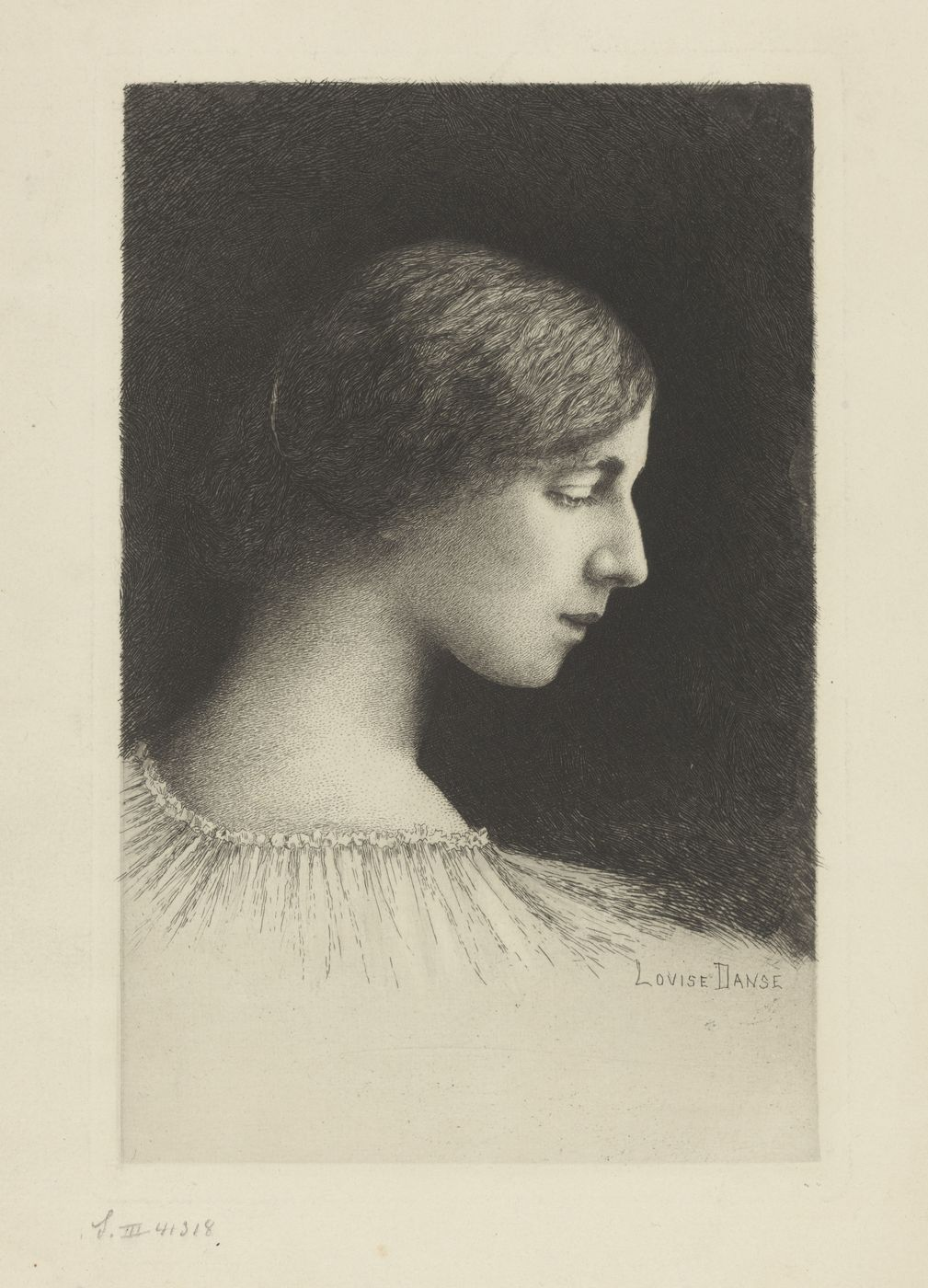
Portret van Mademoiselle H. Dethier
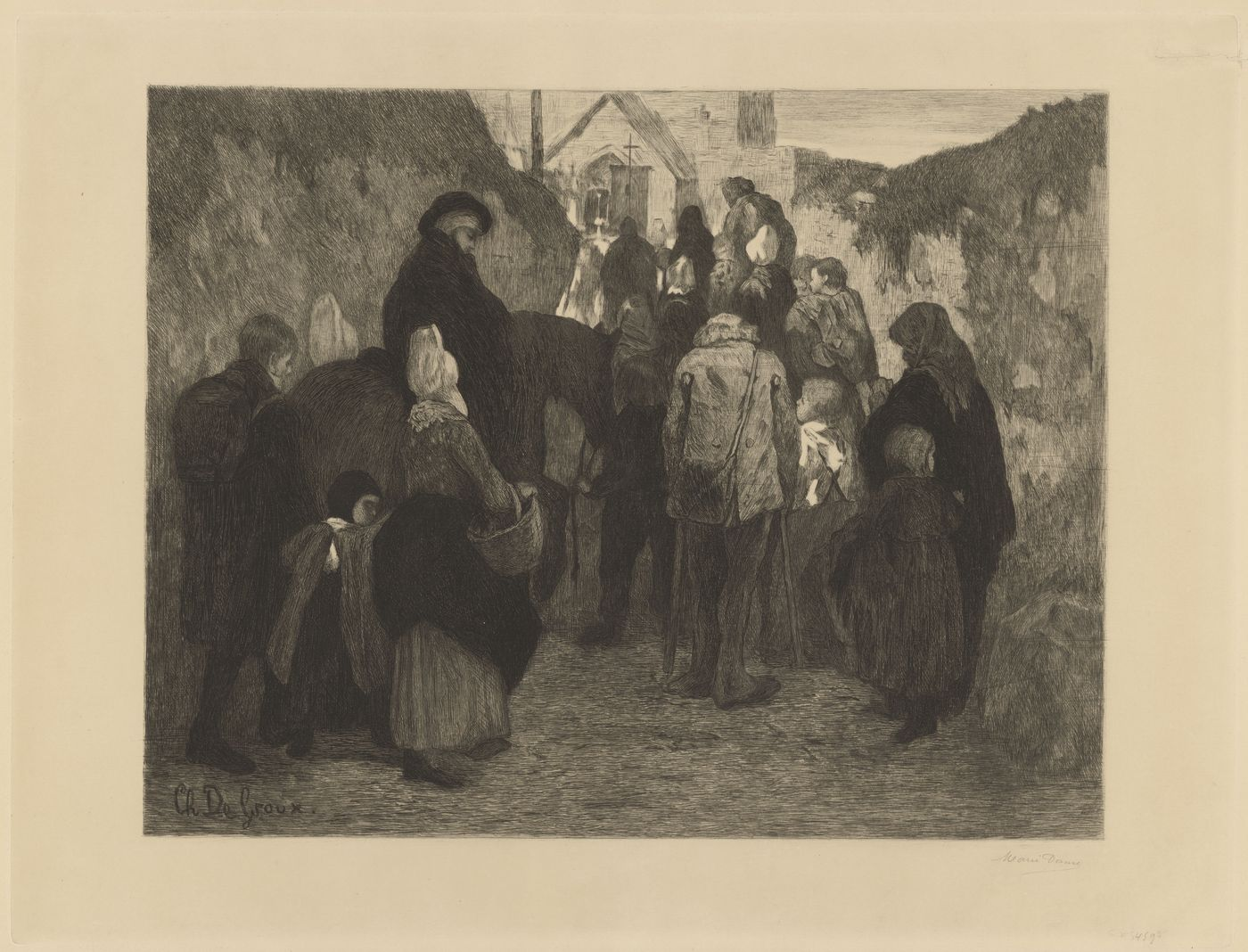
Een bedevaart
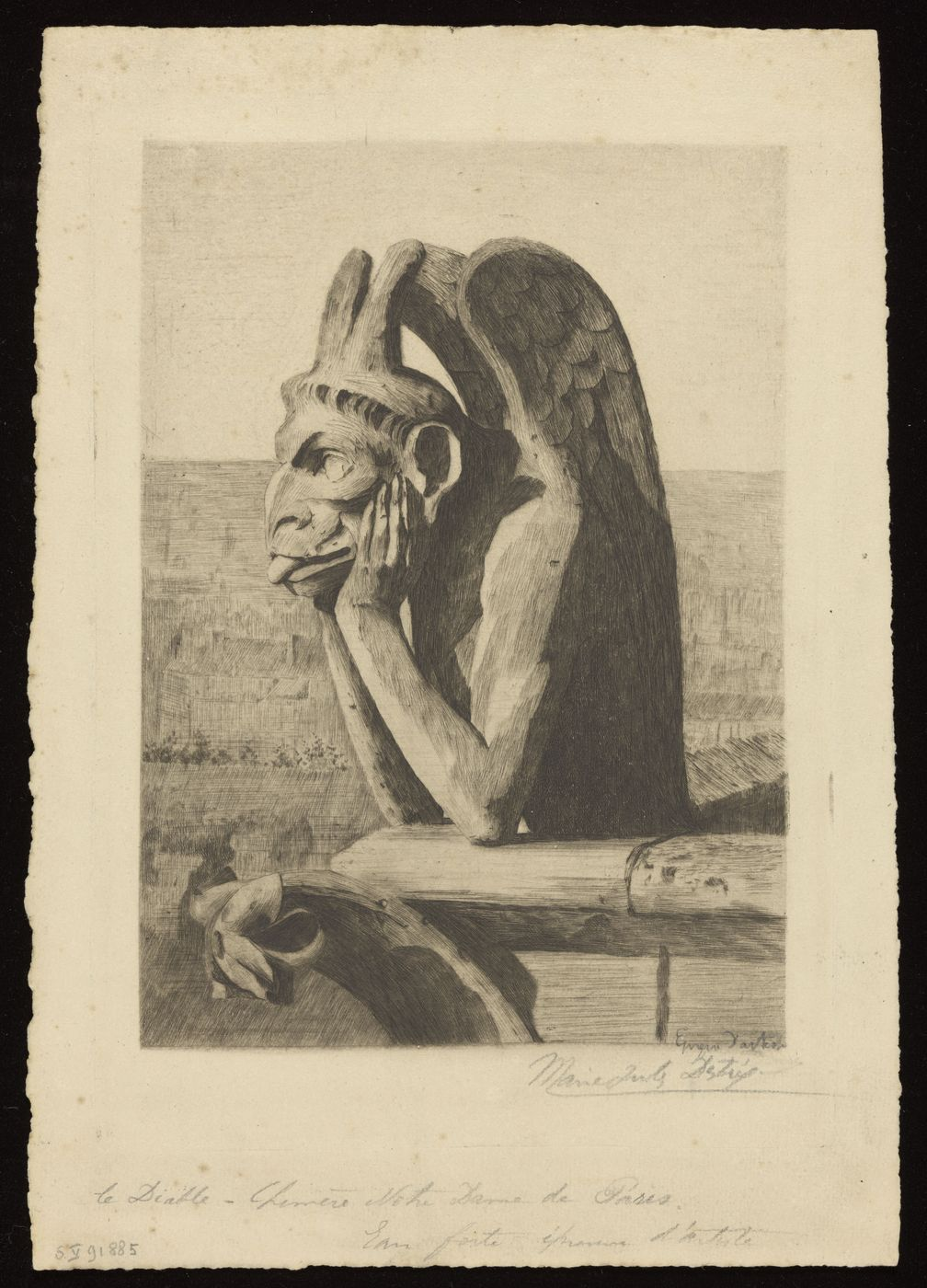
De waterspuwer van de Notre-Dame, Parijs

## Italië
Onder invloed van de romantiek hadden kunstenaars aan het einde van de achttiende en in de negentiende eeuw een fascinatie voor de antieke oudheid. Verschillende kunstenaars bezochten tijdens deze periode Italië en Griekenland. Dit geldt ook voor Louise Danse, die in Italië talrijke gravures maakte. 

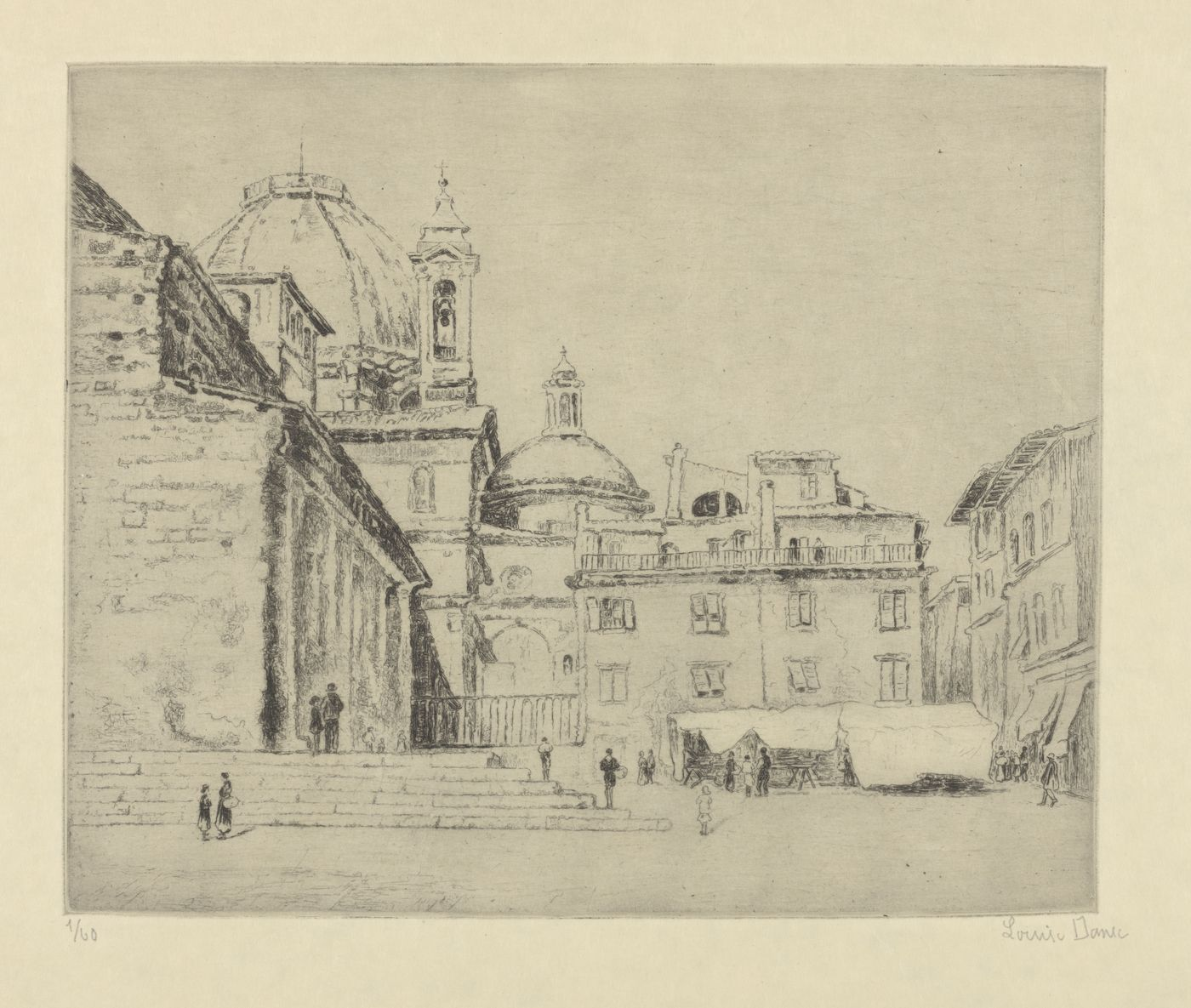
Place San Lorenzo, Florence
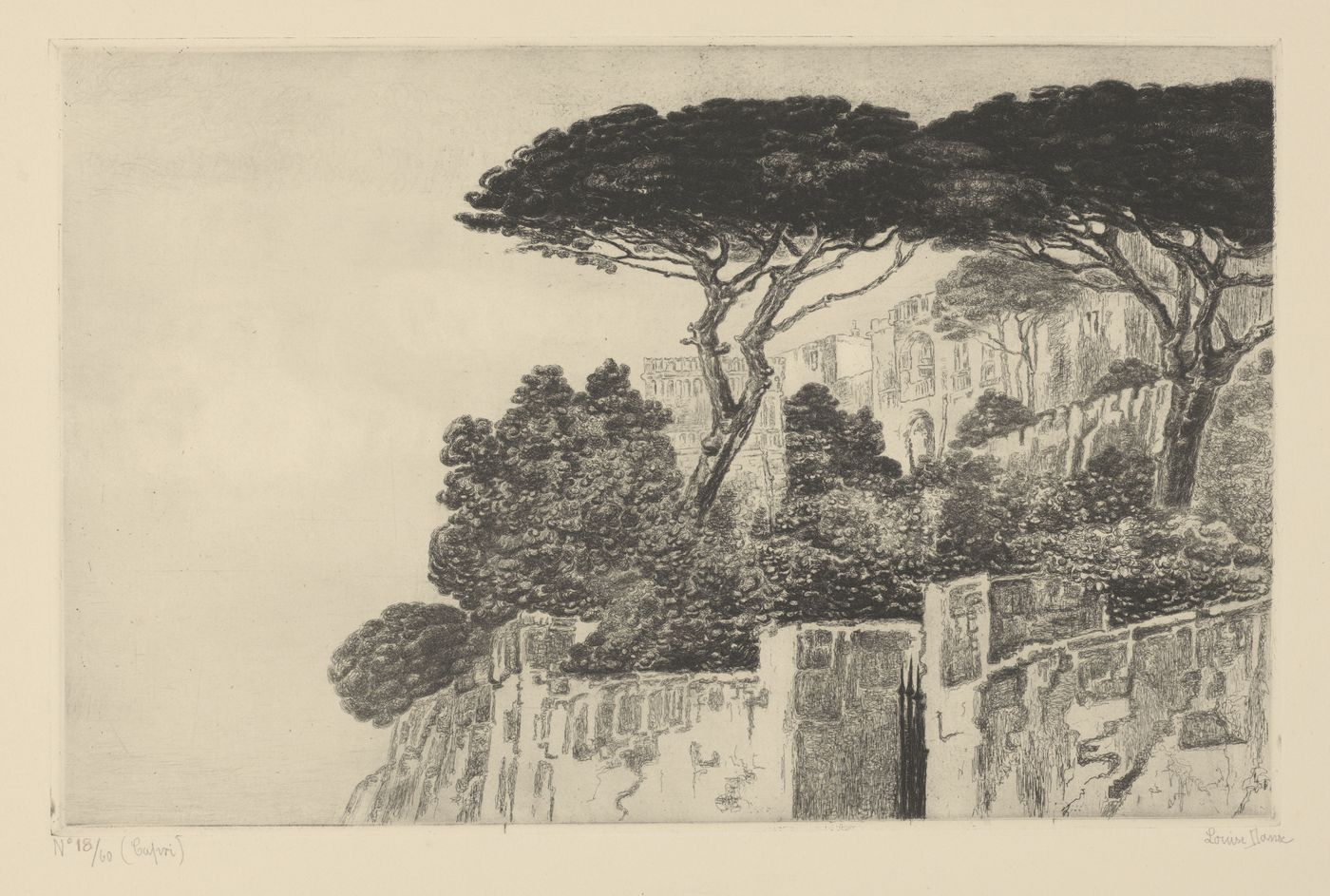
Villa de Tibère, Capri
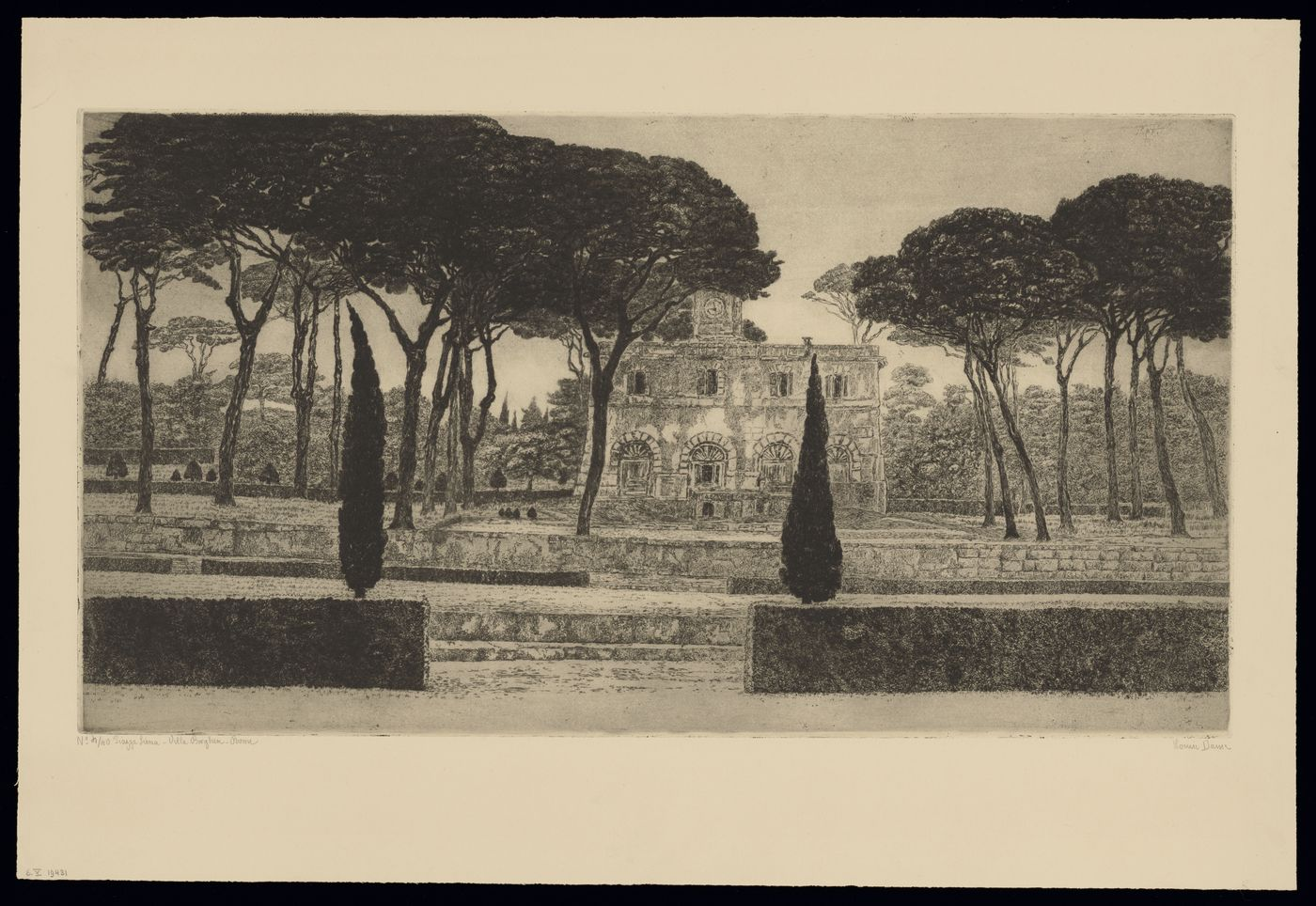
Villa Borghèse, Rome
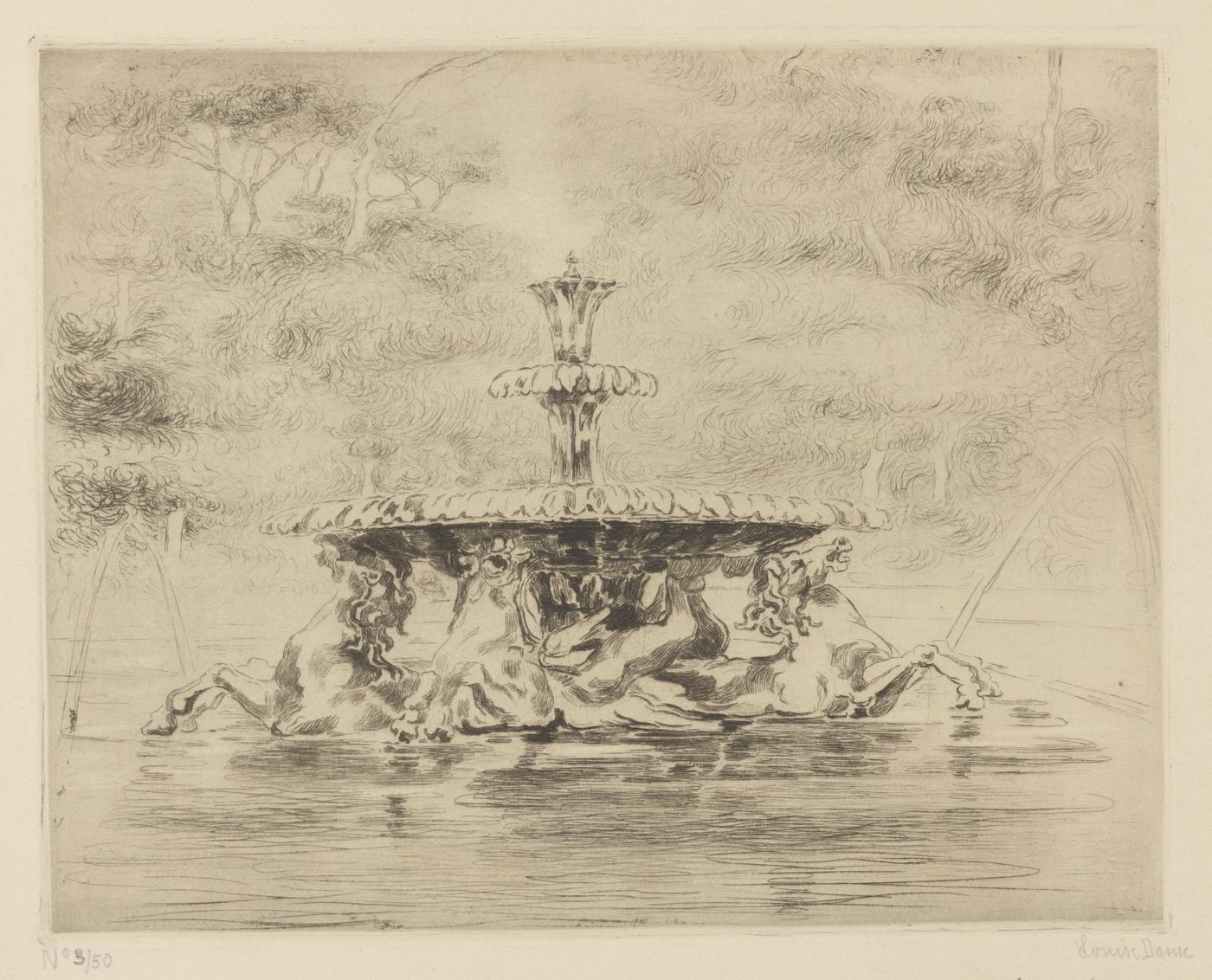
La fontaine des jardins Borghèse, Rome
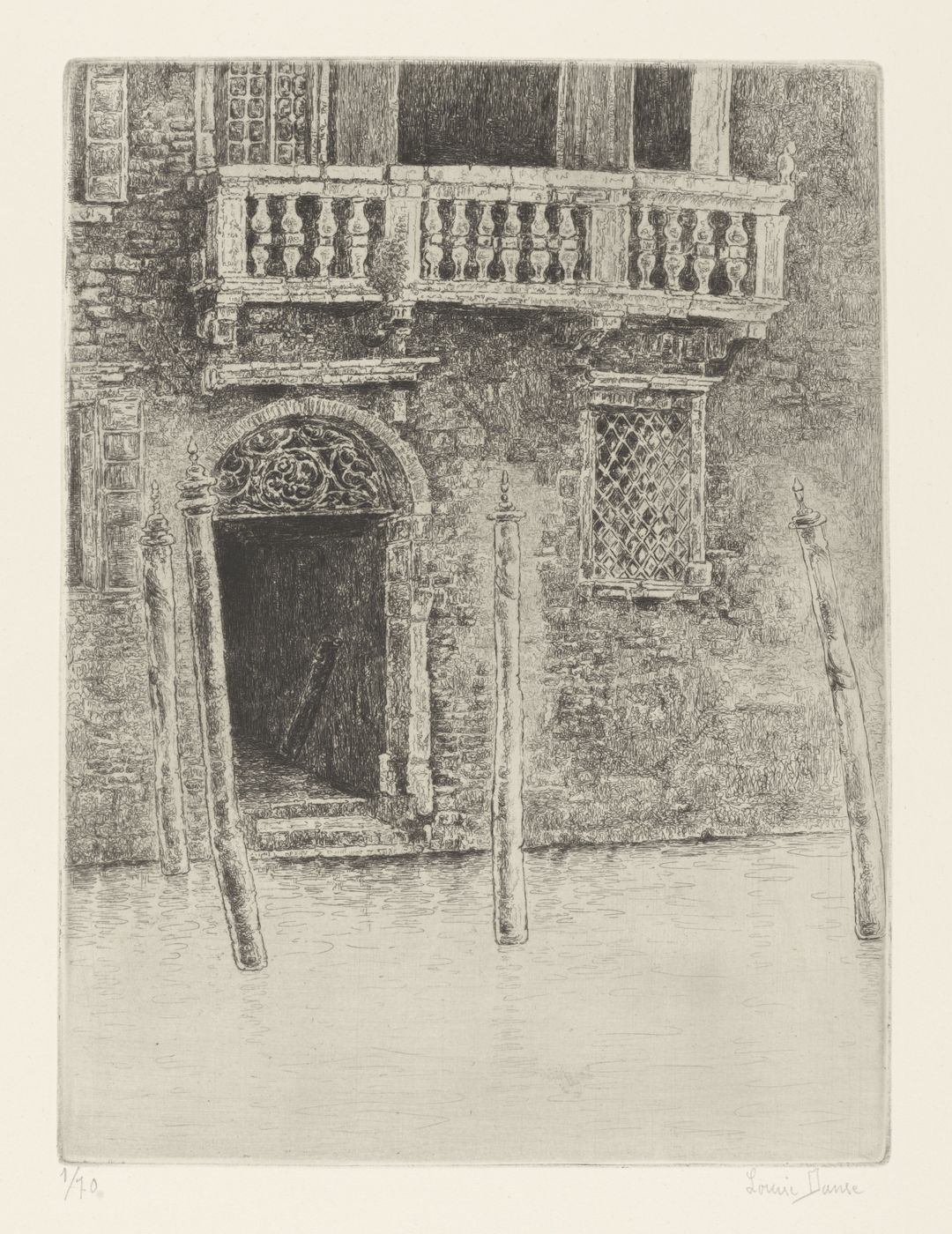
Rio di Sant'Angelo, Venice
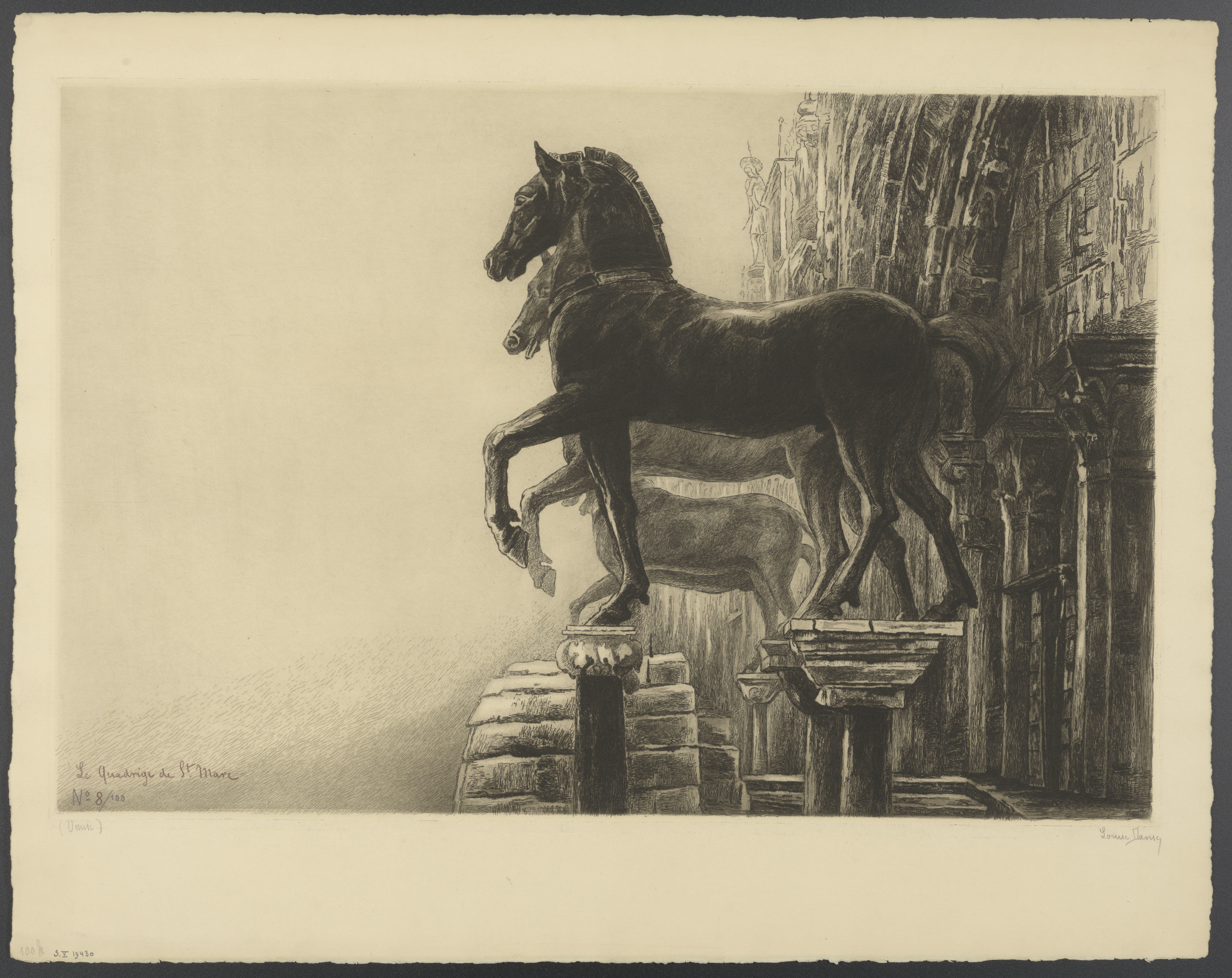
Le quadrige de Saint Marc, Venice
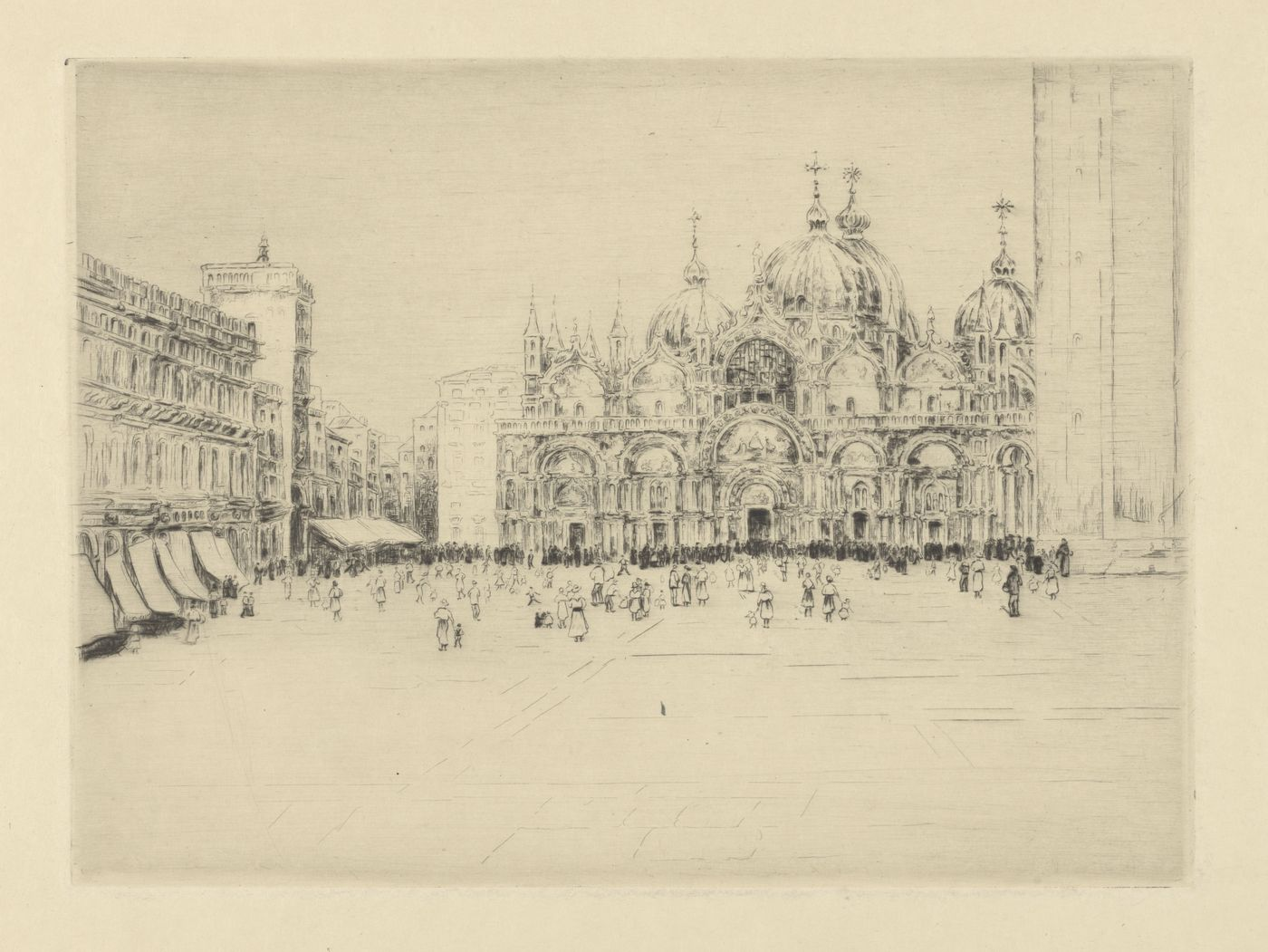
Place Saint Marc, Venice

## Tentoonstellingen
In 1907 was haar werk te zien op de salon van Oostende, naast onder anderen Anna Boch, Anna De Weert en Marie Antoinette Marcotte. In 2018 wijdde het Musée Félicien Rops te Namen een tentoonstelling aan Louise Danse.

## Voetnoten
1. ↑  (fr) Alexia Creusen (2007). Femmes artistes en Belgique. L'Harmattan, pp. 56-57. ISBN 978-2-296-03372-6.
2. ↑  (fr) Alexia Creusen (2007). Femmes artistes en Belgique XIXe et début XXe siècle. L'Harmattan, pp. 95. ISBN 978-2-296-03372-6.
3. ↑  (fr) Alexia Creusen (2007). Femmes artistes en Belgique. L'Harmattan, pp. 295-296. ISBN 978-2-296-03372-6.
4. ↑  (en) Walter Shaw Sparrow (1905). Women painters of the world, from the time of Caterina Vigri, 1413-1463, to Rosa Bonheur and the present day. Hodder & Stoughton.
5. ↑  (fr) Alexia Creusen (2007). Femmes artistes en Belgique XIXé et début XXe siècle. L'Harmattan, pp. 76.

- Gemeinsame Normdatei: 1069411140
- RKD-Nederlands Instituut voor Kunstgeschiedenis: 486587
- Union List of Artist Names: 500133728
- Virtual International Authority File: 96646939